# Yōshinkan
Yōshinkan (jap. 養神館 yōshinkan; właśc. 養神館合気道 yōshinkan-aikidō) – styl aikidō utworzony przez Gōzō Shiodę (1915–1994) jednego z najbardziej wyróżniających się uczniów twórcy aikido – Morihei Ueshiby. Styl wyodrębniony został po II wojnie światowej i bazuje na technikach nauczanych przez mistrza (ō-senseia) znacznie przed wybuchem wojny i wzorowanych na Daitō-ryū-aiki-jūjutsu.
Styl uważany za najtwardszy ze stylów aikido, jest nadal trenowany przez policję w Japonii.  Po śmierci Gōzō Shiody wielu jego uczniów założyło własne szkoły i rozpoczęło niezależnie propagowanie na całym świecie stylu yōshinkan-aikidō, wzbogaconego o własne doświadczenia i interpretacje. Podobnie jest w Polsce – mimo że korzenie wielu szkół działających w Polsce są wspólne to jednak z biegiem czasu z różnych powodów powstało kilka niezależnych organizacji podlegających Yōshinkan Honbu Dōjō lub aktualnie zupełnie od niego niezależnych.
Yōshinkan-aikidō praktykowane jest przede wszystkim na Górnym Śląsku, w aglomeracji katowickiej. Od lat działają tam m.in.: Shudokan Aikido, Shudokan Aikido Akademia Czarnych Pasów, Międzynarodowa Federacja Yoshinkan Aikido,  Europejska Federacja Yoshinkan Aikido, Wschodnio-Europejska Federacja Yoshinkan Aikido oraz Yoshinkan Seiseikai Aikido. 
Najwyższy stopień (10 dan) posiadał sensei Kiyoyuki Terada (zmarł 13 lipca 2009). Głową szkoły (kanchō) był do niedawna Yasuhisa Shioda, syn Gōzō Shiody. 
Do dnia śmierci 23 grudnia 2017 jedynym posiadaczem 10 dan yōshinkan aikidō był Kyōichi Inoue (który był osobistym uczniem (uchideshi) Gōzō Shiody) pod którego opieką prowadzona była szkoła Shudokan Aikido, a obecnie nikt na świecie nie posiada stopnia 10 dan w tej federacji.